# 核事故或辐射紧急援助公约
核事故或辐射紧急援助公约（英語：Convention on Assistance in the Case of a Nuclear Accident or Radiological Emergency），是1986年国际原子能机构制订的国际公约。公约订于奥地利维也纳，于1987年2月26日生效，保存人是国际原子能机构总干事 。

## 背景
各缔约国意识到若干国家正在进行核活动；注意到已经采取并正在采取全面措施确保核活动的高度安全，旨在方式发生核事故和如果发生则尽量减少其后果；希望进一步加强安全发展利用核能方面的国际合作；深信需要建立一个将有利于在发生核事故或辐射紧急情况时迅速提供援助以尽量减少其后果的国际体制。为此各缔约国制订本公约各条款。

## 内容
公约对援助的提供、对援助的指导和管理、主管当局和联络点、国际原子能机构的职责等做了规定。